# Колонна (підрозділ окружного секретаріату)
Підрозділ окружного секретаріату Колонна — підрозділ окружного секретаріату округу Ратнапура, провінції Сабарагамува, Шрі-Ланка. Складається з 29 Грама Ніладхарі.